# Фланн Сінна
Фланн Сінна мак Маел Сехнайлл (ірл. Flann Sinna, 847—916) — він же Фланн Шінна, Фланн Шеннонський — верховний король Ірландії. Час правління: 879—916. Син верховного короля Ірландії Маела Сехнайлла мак Маела Руанайда з клану Холмайн (ірл. Clann Cholmáin), що належав до роду південних О'Нейлів. Король Міде (Міді) з 877 року. Мати — Ланн (Lann) — сестра Кебалла мак Дунлайнге (ірл. Cerball mac Dúnlainge) — короля Осрайге. Був обраний верховним королем Ірландії після смерті свого двоюрідного брата і вітчима Аеда Фіндліаха мак Нейлла 20 листопада 879 року. Правління Фланна Сінна проходило по класичній схемі правління верховних королів Ірландії — стягнення данини, взяття заручників з васальних королівств Ленстеру, Манстеру, Коннахту, Ольстеру та деяких дрібних королівств Ірландії. Проте правління його було успішнішним ніж попереднього і кількох наступних верховних королів Ірландії. Відомо кілька монументальних хрестів, що називаються його іменем. Фланн Сінна збудував найбільший храм монастирського комплексу Клонмакнойс — Собор Клонмакнойса або Даймліаг (ірл. Daimliag).

Основні королівства Ірландії та королівство Міде — особисті володіння верховного короля Ірландії близько 900 року

Фланн Сінна планував припинити чергування на троні північних і південних О'Нейлів і встановити успадкування трону династією клану Холмайн. Але його планам не судилось здійснитися — його улюблений син Енгус (ірл. Óengus) був вбитий Ніаллом Глундубом (ірл. Niall Glúndub) 7 лютого 915 року.

## Ірландія і перше століття вікінгів
Епоха вікінгів в Ірландії почалася 795 року з нападу вікінгів на монастирі на островах Рахлін (ірл. Rathlin), Інішмуррай (ірл. Inishmurray) та Інішбофін (ірл. Inishbofin). У наступні 20 років напади вікінгів були поодинокими і обмежувались піратськими наскоками на узбережжя. В Ірландії вікінгів тоді називали «іноземцями» та «язичниками». «Літопис Ольстера» повідомляє про напади вікінгів на північні землі Ірландії на початку IX століття. У 20-х роках IX століття є численні записи про напади на Ольстер та Ленстер. Частота нападів різко зросла у 30-х роках IX століття. У 837 році цілі флотилії вікінгів діяли на річках Ліффі та Бойн. У 839 році флот вікінгів з'явився на озері Лох-Ней на північному сході Ірландії.
Літописи повідомляють, що перші постійні поселення вікінгів в Ірландії виникли в 841 році біля Дубліна та Аннагассана. У наступні десятиліття були створені поселення в Вексфорді, Вотерфорді, Лімеріку, Корку. Літописи повідомляють імена ватажків вікінгів, що захоплювали землі в Ірландії — Тургессіус, Гіральдус Камбенсійський, Гаральд Файрайр. Останній був взятий у полон ірландцями і потонув в озері Лох Овел у 845 році. Проти вікінгів успішно воював верховний король Ірландії Маел Сехнайлл мак Маел Руанайд, що тільки в одній з битв знищив 700 вікінгів у 848 році. Воював із вікінгами король Манстера Олхобар мак Кінаеда (ірл. Ólchobar mac Cináeda), що вбив ватажка вікінгів — ерла Томрайра та, як пишуть літописи, «призначив спадкоємця королівства Лайхлінд».
У 849 році з’явилася нова сила вікінгів — «темні іноземці» — дани. Їх дії були спрямовані вже проти вікінгів, що мали поселення в Ірландії. У великій морській битві на Карлінгфорд-Лох дани перемогли вікінгів-поселенців у 853 році. У тому ж році прибула ще одна навала вікінгів — «справедливі іноземці» на чолі з Амлайбом — «сином короля Лайхлінду» та Імаром. Ірландські літописи повідомляють, що ірландські королі замість того щоб об’єднатися для захисту країни укладали союзи з вікінгами під час нескінченних усобиць і війн між ірландськими королівствами.

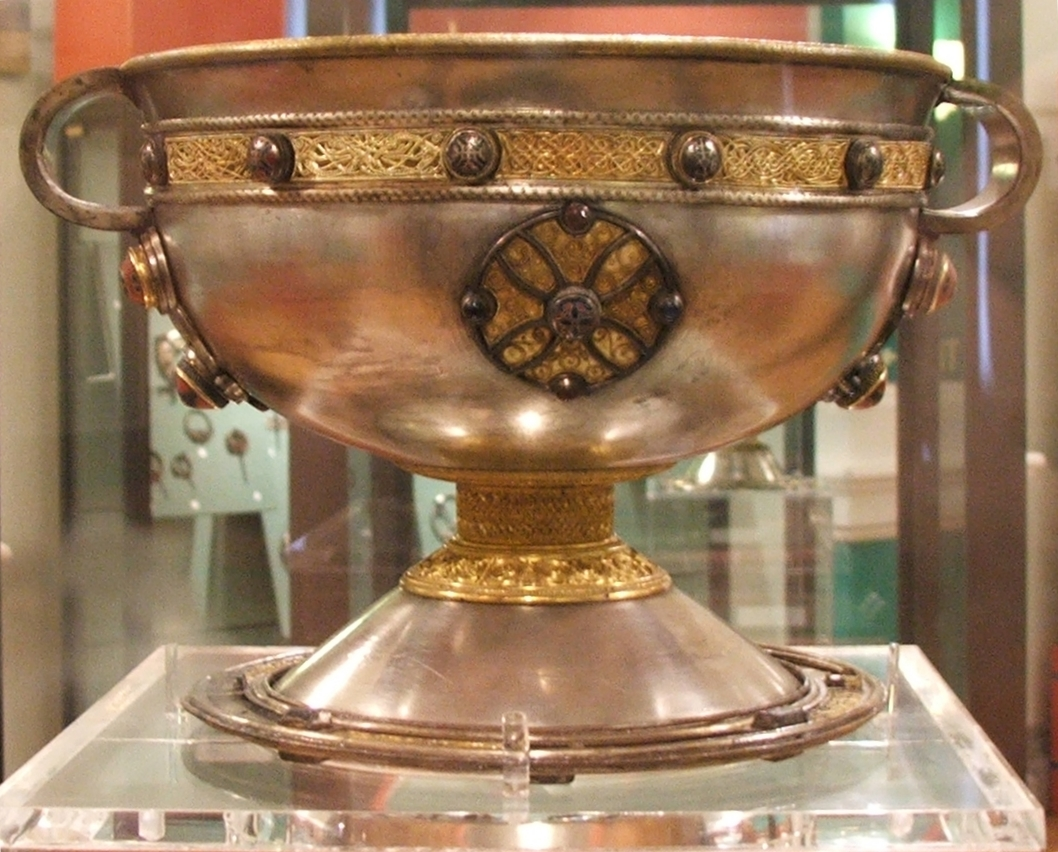
«Ардай Халіке» — Чаша Арда — чаша королівських міністрів верховного короля Ірландії IX століття.

У 860 роках ірландські літописи з обуренням повідомляють, що вікінги розграбували давні ірландські кургани — Ньюгрендж, Наут, Даут — священні місця для всіх ірландців. Вікінги Дубліна здійснили великий похід у землі піктів, які на той час були майже повністю винищені. Скориставшись їхньою відсутністю, верховний король Ірландії Аед Фіндліах мак Нейлл зруйнував багато поселень та фортець вікінгів на півночі Ірландії. Амлайб залишив Ірландію в 871 році, Імар помер у 873 році. Після цього серед вікінгів в Ірландії почались конфлікти і часті зміни вождів.

## Фланн Сінна — верховний король Ірландії

### Хроніка життя Фланна Сінна мак Маела Сехнайлла
847 рік — народився Фланн Сінна мак Маел Сехнайлл.
862 рік — помер верховний король Ірландії Маел Сехнайлл мак Маел Руанайд.
877 рік — Фланн Сінна вбиває Доннхада мак Еохокайна, стає королем Міде.
879 рік — помирає верховний король Ірландії Аед Фіндліах мак Нейлл. Верховним королем обирають Фланна Сінна мак Маела Сехнайлла.
881 рік — Фланн Сінна атакує Арму.
888 рік — Фланн Сінна розбиває вікінгів у битві біля Пілгрім.
889 рік — Домналл мак Аедо Фіндліах нападає на королівство Міде.
892 рік — багато вікінгів полишають Дублін.
900 рік — Кахал мак Конфобайр (ірл. Cathal mac Conchobair) — король Коннахту визнає владу Фланна Сінна мак Маела Сехнайлла як верховного короля Ірландії.
901 рік — вбивство Маела Руанайда — сина Фланна.
902 рік — вікінгів виганяють з Дубліна.
904 рік — сварка Фланна з сином Доннхадом.
905 рік — Фланн нападає на королівство Осрайге.
906 рік — Фланн здійснює похід на королівство Манстер. Король Манстера здійснює похід на Міде у відповідь.
908 рік — Фланн разом із союзниками переміг королівство Манстер і вбив їхнього короля Кормака мак Куйленнайна (ірл. Cormac mac Cuilennáin).
909 рік — відбудований і відреставрований монастир та ораторія в Клонмакнойсі за наказом Фланна.
910 рік — Фланн нападає на королівство Брейфне.
913 рік — Фланн та його син Доннхад — король південної Бреги спалюють багато монастирів, які ставляться до них вороже.
914 рік — битва між Ніллом Глундубом (ірл. Niall Glúndub) та Енгусом — сином Фланна. Енгус смертельно поранений.
915 рік — сини Фланна Доннхад і Конхобар повстають проти батька. Фланн називає Нілла Глундуба своїм спадкоємцем.
916 рік — смерть Фланна.

### На хиткому троні
Правління Фланна Сінна як верховного короля почалося з вимоги заручників від королівства Ленстер. У 881 році він повів армію ірландців та «іноземців» (тобто вікінгів) у похід на Арму. Фланн Сінна без ввагань уклав спілку з лютими ворогами ірландців коли йому це стало вигідно. Одна із сестер Фланна вийшла заміж за одного з ватажків вікінгів для зміцнення угод і спілки. Джеральд Уельський повідомляє, що Фланн Сінна застосовував типову для тих часів жорстоку і підступну гру в боротьбі за владу. Той же Джеральд Уельський повідомляє в своїй праці «Topographia Hibernica», що попередник Фланна — Маел Сехнайлл видав свою дочку заміж за ватажка вікінгів Тургесіуса. При цьому він послав у якості супроводу разом із дочкою 15 молодих хлопців перевдягнених у дівчат (нібито служниць нареченої) з метою вбити вождя вікінгів і його найближчих соратників.
«Літопис Ольстера» повідомляє, що Фланн Сінна бився з вікінгами у 887 році в важкій і кровопролитній битві під Пілгрім. Неясно, хто насправді переміг, але втрати з обох сторін були величезні. Серед загиблих зі сторони Фланна Сінна був Ед мак Конхобар (ірл. Áed mac Conchobair) з клану О’Бруйн Ай (ірл. Uí Briúin Ai) — король Коннахту, Лергус мак Круіннен (ірл. Lergus mac Cruinnén) — єпископ Кілдаре, Доннхад (ірл. Donnchad) — абат Кілдаре. Повідомлення про загибель священиків під час битв часті в епоху вікінгів. Того року не відбувся з’їзд вождів ірландських кланів у Тайлтіу (ірл. Tailtiu) — ознака тривожна — судячи по всьому, влада верховного короля була нетривкою і не визнавалася багатьма вождями. Успіхи Фланна у боротьбі з вікінгами були більш ніж скромні — вікінги продовжували утримувати і захоплювати значні території в Ірландії. Проте агресія вікінгів гальмувалась чварами і ворожнечею в самому таборі вікінгів. «Літопис Ольстера» у тому ж 887 році повідомляє, що вождь вікінгів «Зігфріх син Імара — король норманів був зрадницьки вбитий своїми родичами». Наступного 888 року «Літопис Ольстера» повідомляє, що «Доннхад мак Аед Філлах здійснив похід з людьми півночі Ірландії проти південних О’Нейлів». У 888 році з’їзд вождів Ірландії в Тайлтіу знову не відбувся.
Події 892 році в Англії, де англосакси завдали поразки вікінгам, вплинули на ситуацію в Ірландії. Зокрема привели до падіння влади вікінгів у Дубліні (ірл. Áth Cliath — Ах Клях). Ірландські літописи пишуть про «велику ворожнечу серед іноземців Ах Клях» (тобто вікінгів), «одні підтримували сина Імара, інші Зігфріха ярла». Амлайб — син Імара був вбитий у 897 році. У 901 році літописи пишуть, що «язичники (тобто вікінги) були вигнані з Ірландії». Це, за словами літописів, здійснили «воїни Ленстеру» на чолі з зятем Фланна — Керблаллом (ірл. Cerball) та «воїнами Бреги» на чолі з Мелом Фінніяном мак Фланнаканом (ірл. Máel Finnia mac Flannacán).
У 901 році Фланн призначив спадкоємця трону — свого сина Мела Руанайда (ірл. Máel Ruanaid) — «спадкоємця трону верховних королів Ірландії». Це викликало різке невдоволення вождів кланів, особливо кланів північних О’Нейлів. Бо згідно з традицією і неписаними ірландськими законами того часу трон верховних королів Ірландії мав би почергово передаватися від кланів південних О’Нейлів до кланів північних О’Нейлів. Тому Мел Руанайд був вбитий — спалений разом з іншими шляхетними людьми та вождями кланів, що підтримували Фланна в палаці Луїгні Коннахтським (ірл. Luigni Connaught). Фланн вирішив помститися за це. Він напав на Келлське абатство, де перебував його ж син Доннхад, який став у різку опозицію до батька. Він захопив і відтяв голови багатьом союзникам Доннхада, яких вважав винними у вбивстві Мела Руанайда. На цей момент Фланн Сінна вже більше чверті століття перебував на троні верховних королів Ірландії.
У 905 році Фланн Сінна вирушив в похід проти Келлаха мак Кербалла (ірл. Cellach mac Cerbaill) — короля Осрайге. На троні Осрайге Келлаха змінив його брат Діармайт (ірл. Diarmait). Щоправда, не ясно, кого з двох братів і чому підтримував Фланн Сінна. У 906 році Фланн Сінна разом зі своїми союзниками — королівством Ленстер та деякими іншими кланами почав війну проти королівства Манстер та його короля Кормака мак Куйленнайна (ірл. Cormac mac Cuilennáin) з клану Еогнахта (ірл. Eóganachta), що правив з замку на горі Кашель (ірл. Cashel) — гори королів. Кормака мак Куйленнайна вважають «злим генієм» ірландської історії. Особливих успіхів у війні не було. У наступному році Кормак мак Куйленнайн здійснив похід у відповідь — розбив армію Фланна, розорив королівства Міде та Ленстер. У цей же час флот Кормака мак Куйленнайна спустошував узбережжя.

### «Ні спис, ні меч не вб’ють його»
У 908 році Фланн Сінна спираючись на свого зятя Кербалла мак Муйрекайна (ірл. Cerball mac Muirecáin) та короля Коннахту Кахала мак Конхобара (ірл. Cathal mac Conchobair) знову почав війну проти Мюстера та його короля Кормака мак Куйленнайна. Битва відбулась 13 вересня під Белах Мугна (ірл. Belach Mugna), що біля сучасного Кастлдермот, графство Кілдер. Літописи пишуть, що багато воїнів і мужів Манстера відмовились йти в похід. Перед походам король Манстера впав з коня — всі вирішили, що це поганий знак. Військо Манстера було розбите. Король Кормак мак Куйленнайн був вбитий в бою. У цій битві загинув і Келлах мак Кербайлл.
У 910 році Фланн Сінна здійснив похід на королівство Брейфне. На той час Фланн Сінна втратив свого союзника Кербалла, який помер від хвороби. У 813 та 814 роках Фланн Сінна разом зі своїм першим сином Доннхадом, а потім і самостійно розорив землі південної Бреги і південного Коннахту — землі кланів, які почали ставитись до нього вороже. «Літопис Ольстеру» повідомляє, що під час походу 914 року Фланн Сінна зруйнував і сплюндрував багато монастирів. У грудні 914 року відбулась битва між Ніаллом Глундубом (ірл. Niall Glúndub) та Енгусом — сином Фланна. Енгус помер від ран 7 лютого 915 року. Це був другий спадкоємець трону, якого призначив Фланн, але який помер ще за його життя.
У 915 році сини Фланна — Конхобар та Доннхад повстали проти свого батька. У повстанні вони опиралися на Ніалла Глундуба. Але повстання було невдалим — сини Ніалл Глундуб змусили помиритися з верховним королем. Фланна тоді підтримав Фогартах мак Толайрг (ірл. Fogartach mac Tolairg) — король Бреги.
Незабаром після цього Фланн помирає в Муллінгарі (ірл. Mullingar) — сучасне графство Західний Міт. Це сталося у повній відповідності з пророцтвом Берхана (ірл. Berchán) 25 травня 916 року. Він правив Ірландією 36 років, 6 місяців і 5 днів.
Його спадкоємцем, як вождь клану Холмайн та король Міде, став його син Конхобар. Трон верховних королів Ірландії та трон королів Тари успадкував його запеклий ворог Ніалл Глундуб.

## Пророцтво Берхана
49: І сяде він на Троні королів Тари, славне буде це правління на рівнині Бреги, без грабунків, без сварок, без війн, без смертей і докорів.
50: Двадцять п’ять років буде він верховним королем Ірландії; трон Тари буде славитись на рівнині Брега; буде він честю для церкви.
51: Ні спис, ні меч, ні інша зброя не вб’ють його, не впаде він від зброї, як прийде час його. В Еннел Лох помре він і лишить по собі шляхетну славу.

## Образ в історії та в літературі
При дворі короля Фланна Сінна служило чимало видатних поетів свого часу. Зокрема поет Мел Мура Охна (ірл. Máel Mura Othna) (пом. 887) склав хвалебний вірш на честь короля — «Фланн над Ірландією». У вірші згадується, що предком Фланна був славний король Туатал Техтмар (роки правління 80—100 або 76—106), що змусив до послуху і покірності інших васальних королів та вождів кланів Ірландії, перетворив Ірландію у єдине могутнє королівство. У вірші пишеться, що Фланн об'єднає мужів Ірландії для боротьби з її ворогами. Фланн поставив величні кам’яні хрести в Клонмакнойсі та Кінніті на яких було написано, що Фланн — це король Ірландії (ірл. Rí Érenn). Фланну приписують створення Кумдах (ірл. cumdach) — давньої книгозбірні, створення за часів його правління і під його патронатом «Книги Дарроу» — шедевру давнього книжкового мистецтва.

## Родина
Король Фланн Сінна був одружений не менше трьох разів. Від трьох різних дружин у нього було 7 синів і 3 дочки.

### Перший шлюб
Перший шлюб у нього був з Гормлайх інген Фланн мак Конайнг (ірл. Gormlaith ingen Flann mac Conaing) — дочкою короля Бреги, ключового союзника його вітчима.
Від цього шлюбу були діти:
- Син Доннхад Донн (ірл. Donnchad Donn) — майбутній король Міде та майбутній верховний король Ірландії.

- Дочка Гормлайх інген Фланн Сінна (ірл. Gormflaith ingen Flann Sinna) — знайшла своє відображення в літературі як трагічна фігура ірландської історії. Вона була одружена з королем Кормаком мак Куйленнайном (ірл. Cormac mac Cuilennáin) із клану Еогнахта, який взяв обітницю целібату (безшлюбності) і став єпископом. Він загинув у бою під час війни проти її батька у 908 році. Потім вона була одружена з Кербаллом мак Муйрекайном (ірл. Cerball mac Muirecáin) із клану О’Дунлайнге (ірл. Uí Dúnlainge), хто образив її. Але він був ключовим союзником її батька. Після смерті Кербалла у 909 році Гормлайх вийшла заміж за Ніалла Глундуба, який був непримиренним ворогом її батька і братів. Цей чоловік помер у 919 році. «Літопис Клонмакнойса» повідомляє, що після смерті цього чоловіка вона пішла блукати по Ірландії і жебрати — від дверей до дверей. Хоча цю подію історики вважають пізнішою вигадкою.

### Другий шлюб
Другий шлюб Фланн уклав з Ейхне чи Ехне (ірл. Eithne) — дочкою Аеда Фіндліаха (ірл. Áed Findliath). Від цього шлюбу був син Мел Руанайд (ірл. Máel Ruanaid) — улюблений син короля, якого підступно вбили у 901 році. Ейхне була також одружена з Фланнаканом (ірл. Flannácan) королем Бреги. Від цього шлюбу у неї був син Мел Міхіг (ірл. Máel Mithig). Неясно, чи цей шлюб був до одруження з Фланном чи після. Судячи по всьому, розлучення з Фланном було наслідком дотримання традиції і давнього звичаю. Ейхне потім пішла в монастир і померла черницею у 917 році.

### Третій шлюб
Третій шлюб був укладений Фланном з Маел Муйре (ірл. Máel Muire) (пом. 913) — дочкою короля піктів Кіннеда мак Альпіна (ірл. Cináed mac Ailpín). На той час королівство піктів було завойоване скоттами і пікти як народ були майже повністю знищені. Від цього шлюби були діти:
- Син Домналл (ірл. Domnall) — майбутній король Міде в 919—921 роках, був вбитий своїм зведеним братом Доннхадом Донном у 821 році.

- Син Енгус (ірл. Óengus) (пом. 815) — був спадкоємцем трону. Помер від ран після битви з Ніаллом Глундубом.

- Син Конхобар (ірл. Conchobar) — майбутній король Міде у 916—919 роках, загинув під час битви з вікінгами.

- Син Ед (ірл. Áed) — був осліплений за наказом Доннхада Донна в 919 році.

- Дочка Лігах (ірл. Lígach) (пом. 823) — стала дружиною Мела Міхіга мак Фланнакайна (ірл. Máel Mithig mac Flannacáin) — короля Бреги, вождя клану Сіл н-Аедо Слайне (ірл. Síl nÁedo Sláine).